# Eupegylis confusa
Eupegylis confusa är en skalbaggsart som beskrevs av Duvivier 1892. Eupegylis confusa ingår i släktet Eupegylis och familjen Melolonthidae. Inga underarter finns listade i Catalogue of Life.